# Китаев, Николай Михайлович
Николай Михайлович Китаев (1919—2006) — участник Великой Отечественной войны, командир эскадрильи 3-го польского штурмового авиаполка 4-й польской смешанной авиационной дивизии 1-й армии Войска Польского 1-го Белорусского фронта, старший лейтенант. Герой Советского Союза (1946).

## Биография
Родился 22 мая 1919 года в селе Излегоще ныне Усманского района Липецкой области в семье крестьянина. Русский.
С 1920 по 1923 год и с 1933 по 1938 годы жил в городе Шахты Ростовской области в посёлке шахты «10-лет 3-го Интернационала» (позже — шахты Нежданной). Учился в школах № 1 и № 12, в вечерней школе. Окончил 8 классов. Также учился в аэроклубе, в 1938 году впервые поднял в небо самолёт. Работал учеником столяра-краснодеревщика при мебельной фабрике города Таганрога.
В Красной Армии с 1939 года. В 1940 году окончил Качинскую военно-авиационную школу в звании младшего лейтенанта. Член КПСС с 1943 года.
В действующей армии с ноября 1943 года. Служил в 611-м штурмовом авиационном полку 6-й воздушной армии. В мае 1943 года в Советском Союзе было начато формирование Войска Польского, куда должны составной частью войти вновь сформированные части ВВС. В связи с этим руководство СССР решило сформировать некоторые авиационные части, и первой из них стал советский 611-й штурмовой авиационный полк подполковника И. Я. Миронова, в апреле 1944 года переданный из 6-й воздушной армии в состав 1-й армии Войска Польского. В этом полку и начал свой боевой путь Н. М. Китаев. В августе 1944 года упомянутый полк вошёл в состав 1-й польской смешанной авиадивизии под командованием полковника Турыкина, в том же месяце соединение было брошено в бой на варшавском направлении.
В октябре 1944 года 611-й полк сменил наименование и превратился в 3-й польский штурмовой авиаполк. В составе полка Китаев участвовал в Варшавской операции, освобождении столицы Польши от немецких захватчиков. 19 января 1945 года, спустя два дня после освобождения Варшавы, Китаев в числе 27-и экипажей принял участие в авиационном параде над польской столицей. Командир 3-й эскадрильи 3-го польского штурмового авиаполка, старший лейтенант Китаев участвовал в Восточно-Померанской и Берлинской операциях, штурмовал Берлин. К апрелю 1945 года он произвёл 217 боевых вылетов в тыл и на боевые позиции врага, в том числе 106 боевых вылетов на разведку военных объектов противника.
В 1955 году окончил Военно-воздушную академию. С 1961 года полковник Китаев — в запасе.
Жил в городе Подольск Московской области, работал старшим инженером по охране труда в Министерстве культуры РСФСР, был директором парка культуры и отдыха им. Талалихина в Подольске. После ухода на пенсию вёл общественную работу в Совете ветеранов города Подольска.
Умер 6 июня 2006 года, похоронен на Аллее Героев Подольского городского кладбища (кладбище Красная Горка).

## Награды
- Указом Президиума Верховного Совета СССР от 15 мая 1946 года за образцовое выполнение боевых заданий командования на фронте борьбы с немецкими захватчиками и проявленные при этом отвагу и геройство старшему лейтенанту Китаеву Николаю Михайловичу было присвоено звание Героя Советского Союза с вручением ордена Ленина и медали «Золотая Звезда» (№ 7520).
- Награждён орденами Красного Знамени (17.07.1944), Отечественной войны 1-й (06.04.1985) и 2-й (1945) степеней, тремя орденами Красной Звезды (09.04.1944; 30.04.1954; 22.02.1968) и медалями, а также одной из высших наград народной Польши — Крестом Грюнвальда III класса, ещё 3 орденами и 3 медалями этой страны.

## Память
- Именем Н. М. Китаева названа школа в Излегоще, в которой он учился.
- В г. Усмань установлен бюст Героя на аллее Славы.